# Гнушьо (община)
Община Гнушьо (на шведски: Gnosjö kommun) е разположена в лен Йоншьопинг, южна Швеция с обща площ 452 km2 и население 9406 души (към 31 декември 2013). Административен център на община Гнушьо е едноименния град Гнушьо.